# 1955 في الجزائر
الأحداث من عام 1955 في الجزائر .

## الأحداث

### أبريل
- 21 أبريل - انعقاد مؤتمر باندونغ .

## المواليد

### يناير
- 1 يناير - حسين خمري، أكاديمي وناقد جزائري.
- 10 يناير - محمد مولسهول، كاتب جزائري.

## الوفيات

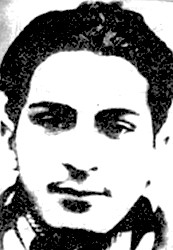
شيحاني بشير

### أكتوبر
- 23 أكتوبر - شيحاني بشير - مناضل ثوري جزائري . ( في الصورة )

### نوفمبر
- 19 نوفمبر - باجي مختار - ثوري جزائري، ومن القادة ال22 التاريخيين .